# FS1
FS1 (o FS1 - Freies Fernsehen Salzburg, en Español Televisión libre de Salzburgo) es un canal de televisión sin ánimo de lucro y la tercera cadena de televisión sin fines de lucro con emisión durante 24 horas del día en Austria junto a las otras dos televisiones regionales que emiten en Viena, llamada Okto, y en Linz, llamada Dorf.
Después de un retraso en la fecha de lanzamiento prevista del canal, FS1 se encuentra disponible desde el 16 de febrero de 2012 en la televisión por cable en la mayoría  del Estado de Salzburgo.

## Organización
La editora del canal es una sociedad de responsabilidad limitada sin ánimo de lucro, la "Community TV Salzburg Gemeinnützige BetriebsgesmbH" . Los socios son: una asociación de los productores del canal de televisión FS1, la emisora de radio de Salzburgo "Radiofabrik", el "Institut für Medienbildung" (Instituto de Educación de Medios de comunicación), el "Dachverband der Salzburger Kulturstätten" ("organización central de los lugares culturales de Salzburgo") y personas individuales.
Gracias a la participación en la estructura propietaria de FS1, la emisora se considera como la primera emisora demócrata en Austria.

## Colaboraciones
FS1 es miembro del Dachverband der Salzburger Kulturstätten y del VCFÖ (Verband Community Fernsehen Österreich – "asociación de las televisiones comunitarias de Austria“)